# 시화호

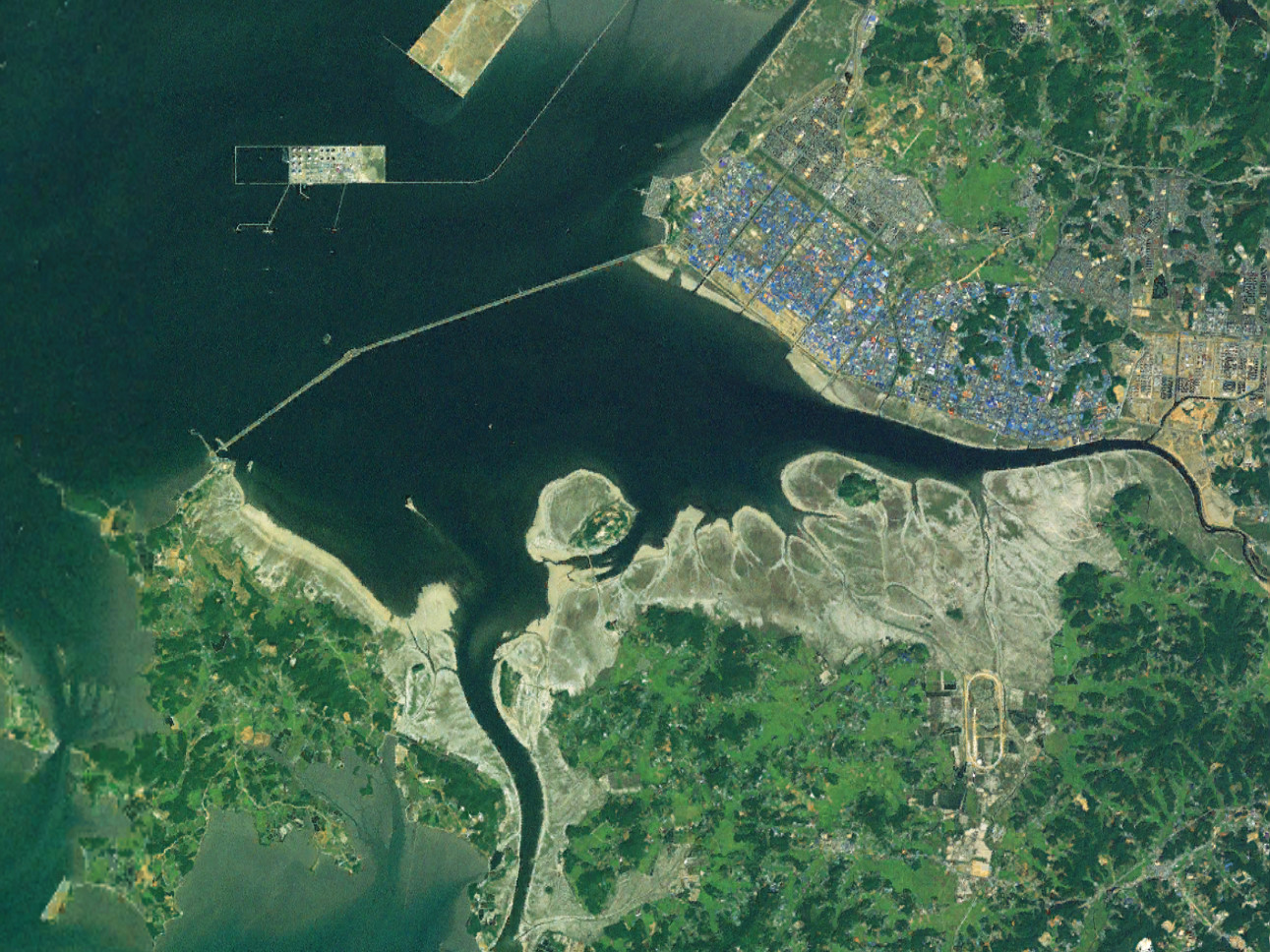

시화호(始華湖)는 경기도 시흥시, 안산시, 화성시 등에 둘러싸인 간척 호수이다. 이름은 방조제의 양끝인 시흥(始興)과 화성(華城)의 앞글자를 각각 따서 지었다.
1987년 6월에 착공하여 대부도와 화성군을 잇는 대선·불도·탄도 방조제가 1988년 5월에 먼저 완성되었고, 1994년 1월에 시흥시 오이도와 대부도(현 안산시)의 방아머리를 잇는 주방조제가 완공되면서 인공 호수가 생성되었다.
시화방조제의 중앙에는 시화호조력발전소가 설치되어 있다.

## 기본 정보
- 길이: 12.7 km, 4개의 방조제로 구성
  - 주방조제(대부～오이도): 11.21km, 대선방조제(대부도～선감도): 0.33km
  - 불도방조제(선감도～불도～탄도): 0.29km, 탄도방조제(탄도～화성 전곡항): 0.85km
- 형성된 호수 면적: 43.8km2 (1,329만평)
- 수질에 직접적인 영향을 미치는 유역의 범위: 476.5km2
- 총저수량: 332백만m3
- 형성된 간척지 면적: 총 133.7km2(4,044만평)
- 관리 수위: EL(-) 1.00m (방재 기간 EL(-) 1.50m 이하)
- 홍수위: EL(-) 0.09m
- 최대 수심: 18m
- 해수 유입량: 연간 삼백팔십만톤 (해수유통 삼백만톤/일중 백만톤 순수유입, 체류일수 삼백일)
- 최고 조수간만차: 10.3m
- 최대유속: 7.5 m/s

## 시화호 간척 사업
시화지구 개발 사업은 해외건설 철수업체를 지원하는 것을 시작으로 대단위 국토 확장을 통한 고용 증대와 경기진작을 선도하고 수도권 인구 및 산업의 분산이라는 복합적인 목적으로 시작하게 되었다.
시화지구 개발사업의 추진에는 1980년대 초 중동지역 건설 경기가 침체되면서 해외 건설 부문이 어렵게 되자 이의 유휴인력과 장비를 활용하여 해외건설 철수업체 지원을 통한 국내 경기부양을 위해 경제계에서의 건의가 가장 크게 작용하였다는 것이 사업 추진의 배경이다.

## 특징
시화호 주변에는 장다리물떼새를 비롯하여 천연기념물 201호인 큰고니, 마찬가지로 천연기념물인 검은머리물떼새 등이 서식하고 있다. 주변 갯벌에는 대형무척추동물, 갯지렁이류, 갑각류, 연체동물 등 총 214종이 서식하고 있는 생태계의 보고이다.
본래 시화호는 간척지에 조성될 농지나 산업단지의 용수를 공급하기 위한 담수호로 계획했으나, 완공 이후 시화호 유역의 공장 오폐수 및 생활 하수의 유입으로 수질이 급격히 악화되어 1997년 이후 해수를 유입하기 시작했고 2000년 12월에 정부는 시화호의 담수화를 포기하고 해수화를 선언하였다.